# Hendrik Waelput
Hendrik Waelput, właśc. Philippe Henri Pierre Jean-Baptiste Waelput (ur. 26 października 1845 w Gandawie, zm. 8 lipca 1895 tamże) – belgijski dyrygent i kompozytor.

## Życiorys
Był uczniem Karela Miry’ego w St. Barbaracollege w Gandawie. Następnie kształcił się pod kierunkiem François-Josepha Fétisa i Charles’a Hanssensa w konserwatorium w Brukseli, które ukończył w 1867 roku z Prix de Rome za kantatę Het woud. Studiował też filozofię i literaturę na Uniwersytecie Gandawskim. W latach 1869–1871 pełnił funkcję zastępcy dyrektora w szkole muzycznej w Brugii. W kolejnych latach był dyrygentem orkiestr teatralnych w Hadze, Dijon, Boulogne-sur-Mer, Douai, Issoudun, Fécamp i Lille. Po powrocie do Gandawy był od 1876 do 1879 roku dyrygentem w Grand Théâtre. Od 1879 roku był wykładowcą harmonii i kontrapunktu w konserwatorium w Antwerpii. Od 1881 roku prowadził orkiestrę Vlaamse Schouwburg w Brukseli. W 1884 roku otrzymał posadę dyrektora opery w Gandawie.
Skomponował opery La ferme du diable (wyst. Gandawa 1865), Berken de diamantslijper (1868) i Stella (wyst. Bruksela 1881), 5 symfonii, kantaty Het woud (1867), Memlingcantate (1871) i De pacificatier van Gent (1876), pisał ponadto utwory kameralne, fortepianowe oraz pieśni. W symfoniach nawiązywał do wzorców Beethovenowskich, w kompozycjach wokalno-instrumentalnych widoczny jest wpływ stylu Berlioza i Wagnera, w pieśniach natomiast Schumanna.